# Begraafplaats van Ekelsbeke
De Begraafplaats van Ekelsbeke is een gemeentelijke begraafplaats in de gemeente Ekelsbeke in het Franse Noorderdepartement. De begraafplaats ligt in het noordelijk deel van het dorpscentrum, langs de weg naar Bissezele.

## Britse oorlogsgraven
Op de begraafplaats liggen 2 Britse militaire graven met gesneuvelden uit de Eerste Wereldoorlog. 
Het ene graf is van A.L. Bowring, korporaal de Royal Engineers  en het andere is van John Henry Abigail, soldaat bij het 8th Bn. Norfolk Regiment. Laatstgenoemde werd wegens desertie gefusilleerd op 12 september 1917. Hij was 20 jaar. Deze graven worden onderhouden door de Commonwealth War Graves Commission en zijn daar geregistreerd onder Esquelbecq Communal Cemetery. 
Elders in de gemeente ligt nog een afzonderlijke Britse militaire begraafplaats, Esquelbecq Military Cemetery.